# ЛЕМ-2
«ЛЕМ-2» (ОКА-33) — советский лёгкий самолёт-центроплан О. К. Антонова, 1937 года выпуска.

## История
В 1930-е в СССР выдвинули концепцию планерлёта, который представлял собой промежуточный тип летательного аппарата между классическим самолётом и летающим крылом. Идея такого аппарата поддерживалась начальником научно-технического управления ГВФ Л. П. Малиновским и нашла понимание в решениях президиума Центрального совета Осоавиахима СССР и коллегии Главного управления ГВФ.
В январе 1934 под руководством О. К. Антонова, в то время главного конструктора планерного завода Осоавиахима, началась разработка планерлёта ЛЕМ-2 (ОКА-33) двухбалочной схемы. В воздух опытная машина поднялась 20 апреля 1937. В результате испытания выявили способность аппарата к самостоятельному взлёту, хорошие устойчивость и управляемость. Был возможен самостоятельный взлет с экипажем и горючим, но без нагрузки. Результаты лётных испытаний свидетельствовали о том, что аппарат с коммерческим грузом в одну тонну самостоятельно взлетать сможет с двигателем мощностью порядка 200 лошадиных сил. Однако дальше испытаний опытной машины лётчиком-испытателем Н. И. Федосеевым дело не пошло.

## Технические характеристики
- Размах крыла, м: 27,60
- Длина самолета, м: 11,30
- Высота самолета, м: 2,85
- Площадь крыла, м{\displaystyle ^{2}}: 81,45
- Масса, кг 	 
  - пустого самолёта: 1640
  - максимальная взлётная: 2940
- Тип двигателя: 1 ПД М-11
- Мощность, л. с.: 1×100
- Максимальная скорость, км/ч: 117
- Крейсерская скорость, км/ч: 100
- Продолжительность полёта, ч: ?
- Практический потолок, м: 400
- Экипаж, чел.: 1
- Полезная нагрузка: до 10 пассажиров или 1000 кг груза